# 勒吕奥
勒吕奥（法語：Le Luot，法語發音：[lə lɥo]）是法国芒什省的一个市镇，属于阿夫朗什区。

## 地理
勒吕奥（48°45'24"N, 1°19'10"W）面积8.5 平方千米，位于法国诺曼底大区芒什省，该省份为法国西北部沿海省份，西、北、东北三面环大西洋，东起顺时针与卡爾瓦多斯省、奧恩省、马耶讷省和伊勒-维莱讷省接壤。
与勒吕奥接壤的市镇（或旧市镇、城区）包括：沙瓦、拉穆什、圣让德拉艾兹、勒帕尔克、叙布利尼、勒塔尼。

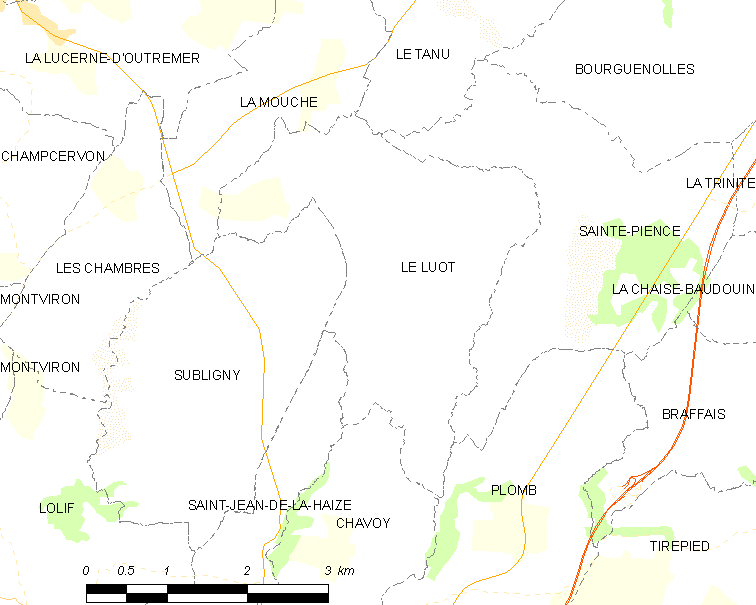
勒吕奥的OSM定位图

勒吕奥的时区为UTC+01:00、UTC+02:00（夏令时）。

## 行政
勒吕奥的邮政编码为50870，INSEE市镇编码为50282。

## 政治
勒吕奥所属的省级选区为布雷阿勒县。

## 人口

1962-2008年间勒吕奥人口变化图示

勒吕奥于2022年1月1日时的人口数量为285人。